# Kombinacja norweska na Mistrzostwach Świata Juniorów w Narciarstwie Klasycznym 2022
Kombinacja norweska na Mistrzostwach Świata Juniorów w Narciarstwie Klasycznym 2022 odbyła się w dniach 2-5 marca 2022 roku w polskim Zakopanem. Zawodnicy rywalizowali w czterech konkurencjach: zawodach metodą Gundersena kobiet na dystansie 5 km, zawodach metodą Gundersena mężczyzn na dystansie 10 km, zawodach drużyn mieszanych oraz zawodach drużynowych mężczyzn.

## Wyniki kobiet

### Gundersen HS105/5 km
2 marca
|     | Annika Sieff        | Włochy   | 14:30,1 |
|     | Haruka Kasai        | Japonia  | +0,9    |
|     | Nathalie Armbruster | Niemcy   | +3,2    |
| 4.  | Jenny Nowak         | Niemcy   | +10,1   |
| 5.  | Annalena Slamik     | Austria  | +23,4   |
| 6.  | Hazuki Ikeda        | Japonia  | +24,0   |
| 7.  | Maria Gerboth       | Niemcy   | +54,1   |
| 8.  | Lisa Hirner         | Austria  | +1:16,6 |
| 9.  | Cindy Haasch        | Niemcy   | +1:18,5 |
| 10. | Ema Volavšek        | Słowenia | +1:21,3 |
| ... |                     |          |         |
| 16. | Natalia Słowik      | Polska   | +3:53,9 |
| 22. | Zuzanna Rapacz      | Polska   | +8:00,4 |

## Wyniki mężczyzn

### Gundersen HS105/10 km
2 marca
|     | Stefan Rettenegger       | Austria           | 23:30,9 |
|     | Perttu Reponen           | Finlandia         | +33,8   |
|     | Tristan Sommerfeldt      | Niemcy            | +39,8   |
| 4.  | Simon Mach               | Niemcy            | +41,9   |
| 5.  | Sebastian Østvold        | Norwegia          | +46,3   |
| 6.  | Mattéo Baud              | Francja           | +51,0   |
| 7.  | Niklas Malacinski        | Stany Zjednoczone | +1:51,5 |
| 8.  | Waltteri Karhumaa        | Finlandia         | +1:55,0 |
| 9.  | Iacopo Bortolas          | Włochy            | +1:55,1 |
| 10. | Jan Andersen             | Niemcy            | +1:55,3 |
| ... |                          |                   |         |
| 35. | Maciej Gąsienica-Ciaptak | Polska            | +4:11,4 |
| 41. | Andrzej Waliczek         | Polska            | +5:41,6 |
| 42. | Bartłomiej Kuchta        | Polska            | +5:54,3 |
| 43. | Kacper Jarząbek          | Polska            | +6:06,8 |

### Sztafeta HS105/4x5 km
5 marca
| Pozycja | Państwo           | Zawodnicy                                                                      | Czas    |
| ------- | ----------------- | ------------------------------------------------------------------------------ | ------- |
|         | Finlandia         | Waltteri Karhumaa Arsi Tietäväinen Eelis Meriläinen Perttu Reponen             | 54:28,9 |
|         | Norwegia          | Torje Seljeset Per Einar Skjæret Strømhaug Sebastian Østvold Eidar Johan Strøm | +6,5    |
|         | Austria           | Kilian Gütl Severin Reiter Paul Walcher Stefan Rettenegger                     | +50,8   |
| 4.      | Francja           | Tom Rochat Marco Heinis Paul Guyot Mattéo Baud                                 | +1:06,2 |
| 5.      | Czechy            | Jan Šimek Matěj Fadrhons Lukáš Doležal Jiří Konvalinka                         | +2:01,1 |
| 6.      | Niemcy            | Richard Stenzel Simon Mach Jan Andersen Tristan Sommerfeldt                    | +3:38,0 |
| 7.      | Japonia           | Atsushi Narita Takuya Nakazawa Yuto Nishikata Reo Yamakawa                     | +4:02,7 |
| 8.      | Stany Zjednoczone | Niklas Malacinski Caleb Zuckerman Tate Frantz Gunnar Gilbertson                | +4:35,0 |
| 9.      | Słowenia          | Sandi Ačko Matic Garbajs Uroš Vrbek Erazem Stanonik                            | +4:39,7 |
| 10.     | Polska            | Maciej Gąsienica-Ciaptak Bartłomiej Kuchta Kacper Jarząbek Andrzej Waliczek    | +5:55,9 |

## Zawody mieszane

### Sztafeta HS105/4x3,75 km
4 marca
| Pozycja | Państwo           | Zawodnicy                                                               | Czas    |
| ------- | ----------------- | ----------------------------------------------------------------------- | ------- |
|         | Niemcy            | Simon Mach Jenny Nowak Nathalie Armbruster Tristan Sommerfeldt          | 41:11,8 |
|         | Włochy            | Stefano Radovan Annika Sieff Daniela Dejori Iacopo Bortolas             | +3,9    |
|         | Austria           | Samuel Lev Lisa Hirner Annalena Slamik Stefan Rettenegger               | +26,6   |
| 4.      | Finlandia         | Waltteri Karhumaa Alva Thors Annamaija Oinas Perttu Reponen             | +1:56,3 |
| 5.      | Słowenia          | Matic Garbajs Ema Volavšek Silva Verbič Erazem Stanonik                 | +2:26,4 |
| 6.      | Czechy            | Jan Šimek Tereza Koldovská Jolana Hradilová Lukas Kohlberger            | +3:56,3 |
| 7.      | Stany Zjednoczone | Caleb Zuckerman Tess Arnone Alexa Brabec Niklas Malacinski              | +4:27,9 |
| 8.      | Polska            | Maciej Gąsienica-Ciaptak Natalia Słowik Zuzanna Rapacz Andrzej Waliczek | +4:46,4 |
| 9.      | Norwegia          | Eidar Johan Strøm Heidi Dyhre Traaserud Oda Leiråmo Sebastian Østvold   | +4:53,0 |
| DNS     | Japonia           | Takuya Nakazawa Hazuki Ikeda Haruka Kasai Atsushi Narita                | -       |